# Trigoniaceae
Trigoniaceae is een botanische naam, voor een familie van tweezaadlobbige planten. Een familie onder deze naam wordt vrijwel universeel erkend door systemen voor plantentaxonomie, en ook door het APG-systeem (1998).
Echter, in het APG II-systeem (2003) is erkenning van de familie optioneel: deze planten kunnen ook ingevoegd worden in de familie Chrysobalanaceae.
Het gaat om een kleine familie van enkele tientallen soorten houtige planten, in de tropen.
Het Cronquist-systeem (1981) plaatste deze familie in de orde Polygalales.